# 自然体験活動
自然体験活動（しぜんたいけんかつどう）とは、自然の中で自然を利用して行う各種活動であり、具体的にはキャンプ、ハイキング、スキー、カヌーといった野外活動、動植物や星の観察といった自然・環境学習活動、自然物を使った工作や自然の中での音楽会といった文化・芸術活動、一次産業体験（農作業体験・漁業体験等)などを含んだ総合的な活動である。
環境教育、野外教育は，自然体験活動を取り扱う教育領域であると位置付けることもできる。
文部科学省は、2008年に小学校長期自然体験活動支援プロジェクトを立ち上げ、2012年までに国内全ての小学校で5年生の児童に対して、7日間の自然体験活動を行う方針が示されている。